# Kevin McKenna
Kevin Robert McKenna, (nacido el 8 de enero de 1959 en Saint Paul, Minnesota) es un exjugador de baloncesto estadounidense. Con 1,96 de estatura, su puesto natural en la cancha era el de alero. Después de retirarse se ha dedicado a ser entrenador en equipos de la CBA y NCAA, como entrenador principal y ayudante.